# Marcelin Władysław Żardecki
Marcelin Władysław Żardecki herbu Ciołek – podkomorzy czernihowski w 1674 roku, dworzanin Jego Królewskiej Mości w 1663 roku.